# Константинопольська угода (1897)
Константинопольська угода 1897 — мирний договір, підписаний в Константинополі між Османською імперією та Грецьким королівством 4 грудня 1897 після греко-турецької війни 1897.

## Історія
Острів Кріт був частиною Османської імперії, але мав переважно християнське, грецькомовне населення, яке кілька разів повставало, щоб досягти союзу з Грецією. Під час одного з таких повстань 2 лютого 1897 року грецькі війська висадилися на Криті, щоб анексувати острів. Це призвело до початку так званої Греко-турецької війни між Османською імперією та Грецією. Воно велося головним чином у Фессалії та Епірі. У Фессалії переважаюча османська армія під командуванням Едхем-паши перемогла греків і захопила велику територію. Греція зажадала миру, і Великі держави Європи втрутилися, щоб змусити Османський уряд повернути більшість земель, окупованих під час війни, і надати автономію Кріту .

## Завершення війни
Мирні переговори почалися 21 жовтня, договір підписаний 4 грудня. 
Умови: 
- Територія Фессалії, окупована силами Османської імперії, мали бути повернена Королівству Греція з незначними змінами кордону.
- Грецьке королівство погодилось виплатити великі репарації.
- Османи погодилися сприяти статусу Криту як автономної держави під османським протекторатом, в результаті чого була створена Критська держава

## Наслідки
Хоча Османська армія перемогла у війні, вона не отримала вигоди від перемоги. Сюзеренітет над Критом виявився абсолютно неефективним і на Криті в односторонньому порядку оголосили союз з Королівством Греція в 1908. Це було підтверджено після закінчення балканських війн, і острів приєднали до Королівства Греція 1 грудня 1913.
У 1923, під час обміну населенням між Королівством Греція та Турецькою республікою, частина острова, з мусульманським населенням була передана Туреччині. 